# Bierbeek
Bierbeek is een plaats en gemeente in de Belgische provincie Vlaams-Brabant. De gemeente telt ruim 10.000 inwoners.

## Toponymie
Bierbeek ontleent zijn naam aan de Molendaalbeek, die in het gelijknamig gehucht ontspringt en deel uitmaakt van het Dijlebekken. Voor "bron" bestaan in het Oudgermaans de woorden bir, birre of borre. Een andere bron meent dat de naam is afgeleid van het Germaanse birnu, dat 'mest' betekent. Volgens deze bron zou "Bierbeek" dus "een beek met mest" betekenen.

## Geschiedenis
Tijdens de prehistorie was Bierbeek een uitverkoren en druk bezochte plaats. Getuige daarvan zijn de vele archeologische sites die werden ontdekt. Er werden ook diverse Romeinse sites gelokaliseerd, onder andere een landbouwnederzetting (Villa Rustica) aan de Herpendalstraat. Samen met de omliggende dorpen maakte Bierbeek eertijds deel uit van het graafschap Brunerode, dat in 879 bij Duitsland werd ingelijfd, maar in 1105 definitief toegevoegd werd aan het graafschap Leuven. De baronie Bierbeek was toen een van de belangrijkste van het Hertogdom Brabant. De bekendste telg van het geslacht van Bierbeek is de Zalige Walter van Bierbeek, die als ridder deelnam aan de Kruistochten en in 1183 intrad in de Cisterciënzerabdij te Hemmerod.
In 1248 verloor de baronie haar zelfstandigheid en ging over naar het latere hertogdom Aarschot. Uiteindelijk kwam Bierbeek in 1620 in bezit van het Huis Arenberg. In 1842 werd het gehucht Blanden zelfstandig en in 1928 ook het gehucht Haasrode. Beide gemeenten maken nu deel uit van de gemeente Oud-Heverlee.

### Tweede Wereldoorlog
De gemeente werd op 16 mei 1940 bezet door het Duitse leger en bevrijd op 4 september 1944. Minstens acht weerstanders werden naar het Auffanglager van Breendonk gedeporteerd.

### Na-oorlogse periode
Bierbeek bestaat sedert 1977 uit de vroegere deelgemeenten Bierbeek, Korbeek-Lo (gedeeltelijk), Lovenjoel en Opvelp.
In Bierbeek werd in 2020 voor het eerst in België met agrivoltaics geëxperimenteerd.

## Geografie

### Kernen
Naast Bierbeek zelf telt de gemeente nog drie andere woonkernen, met name Korbeek-Lo, Lovenjoel en Opvelp. Ongeveer 1/4 van deelgemeente Bierbeek wordt ingenomen door het Mollendaalbos, dat zelf deel uitmaakt van het Meerdaalwoud, een groot boscomplex ten zuiden van Leuven.

#### Tabel
| # | Naam       | Opp. (km²) | Inwoners (2020) | Inwoners per km² | NIS-code |
| - | ---------- | ---------- | --------------- | ---------------- | -------- |
| 1 | Bierbeek   | 22,90      | 3.216           | 140              | 24011A   |
| 2 | Korbeek-Lo | 3,66       | 3.669           | 1.003            | 23003B   |
| 3 | Lovenjoel  | 5,71       | 2.154           | 377              | 23003C   |
| 4 | Opvelp     | 6,70       | 1.122           | 168              | 23003D   |

### Aangrenzende gemeenten
De fusiegemeente Bierbeek grenst aan Oud-Heverlee (W), Leuven (NW), Lubbeek (N) en Boutersem (O), maar ook aan de Waals-Brabantse gemeenten Bevekom (Z) en Graven (ZW).

## Bezienswaardigheden

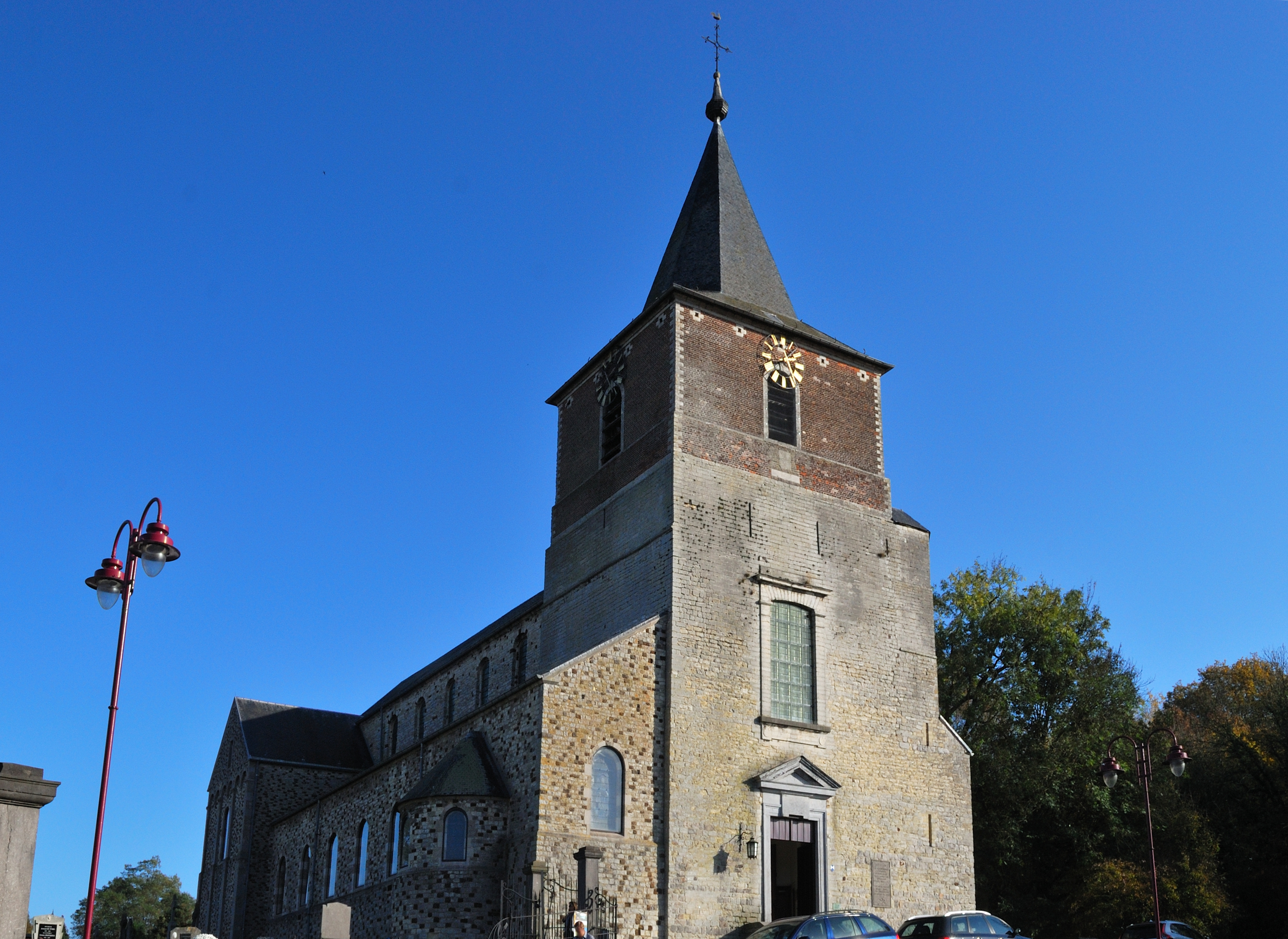
Sint-Hilariuskerk

- De Ruisbroekmolen, watermolen op de Molendaalbeek, (voor 1234 / 1740)
- De Sint Hilariuskerk, Romaanse kerk (12de eeuw)
- Het Kasteel Wilderhof (1672)
- Het Schotteshof, vierkantshoeve (1192)
- Het Katspoelhof, vierkantshoeve (16de eeuw)
- Het Bordingenhof, vierkantshoeve (1389)
- De Kapel van het Heilig Aanschijn, oude schuur en hoeve, thans kapel (18e eeuw)
- De Watertoren van Bierbeek, bolvormige watertoren beschilderd als wereldbol, o.a. zichtbaar vanaf de E40 autosnelweg.

## Natuur en landschap
Bierbeek ligt op het Brabants Plateau op een hoogte van 40-109 meter. Ongeveer 1 km ten zuiden van Bierbeek ontspringt de Molendaalbeek die in noordelijke richting stroomt.
In de omgeving van Bierbeek liggen belangrijke kasseiwegen en holle wegen. Ten zuidwesten van de kom ligt het Mollendaalbos dat deel uitmaakt van het uitgestrekte Meerdaalwoud.
Den Dikken Eik, de dikste en waarschijnlijk ook oudste boom in het Meerdaalwoud, stamt uit de tweede helft van de 17e eeuw. Zijn omtrek bedraagt meer dan vijf meter op zijn breedste punt.

## Demografische ontwikkeling

### Demografische ontwikkeling voor de fusie
- Bronnen:NIS, Opm:1831 tot en met 1970=volkstellingen; 1976 = inwoneraantal op 31 december
- 1930: Afsplitsing van Haasrode als zelfstandige gemeente in 1928

### Demografische ontwikkeling van de fusiegemeente
Alle historische gegevens hebben betrekking op de huidige gemeente, inclusief deelgemeenten, zoals ontstaan na de fusie van 1 januari 1977.
- Bronnen:NIS, Opm:1806 tot en met 1981=volkstellingen; 1990 en later= inwonertal op 1 januari
- 1930: Afsplitsing van Haasrode in 1928, bij de fusie in 1977 werd Haasrode deelgemeente van Oud-Heverlee

| Inwoners van jaar tot jaar op 1 januari 1992 tot heden | Inwoners van jaar tot jaar op 1 januari 1992 tot heden | Inwoners van jaar tot jaar op 1 januari 1992 tot heden |
| jaar                                                   | Aantal                                                 | Evolutie: 1992=index 100                               |
| ------------------------------------------------------ | ------------------------------------------------------ | ------------------------------------------------------ |
| 1992                                                   | 8.658                                                  | 100,0                                                  |
| 1993                                                   | 8.748                                                  | 101,0                                                  |
| 1994                                                   | 8.746                                                  | 101,0                                                  |
| 1995                                                   | 8.737                                                  | 100,9                                                  |
| 1996                                                   | 8.786                                                  | 101,5                                                  |
| 1997                                                   | 8.770                                                  | 101,3                                                  |
| 1998                                                   | 8.805                                                  | 101,7                                                  |
| 1999                                                   | 8.835                                                  | 102,0                                                  |
| 2000                                                   | 8.822                                                  | 101,9                                                  |
| 2001                                                   | 8.900                                                  | 102,8                                                  |
| 2002                                                   | 8.938                                                  | 103,2                                                  |
| 2003                                                   | 8.958                                                  | 103,5                                                  |
| 2004                                                   | 9.100                                                  | 105,1                                                  |
| 2005                                                   | 9.123                                                  | 105,4                                                  |
| 2006                                                   | 9.147                                                  | 105,6                                                  |
| 2007                                                   | 9.233                                                  | 106,6                                                  |
| 2008                                                   | 9.282                                                  | 107,2                                                  |
| 2009                                                   | 9.367                                                  | 108,2                                                  |
| 2010                                                   | 9.467                                                  | 109,3                                                  |
| 2011                                                   | 9.503                                                  | 109,8                                                  |
| 2012                                                   | 9.609                                                  | 111,0                                                  |
| 2013                                                   | 9.696                                                  | 112,0                                                  |
| 2014                                                   | 9.800                                                  | 113,2                                                  |
| 2015                                                   | 9.881                                                  | 114,1                                                  |
| 2016                                                   | 9.953                                                  | 115,0                                                  |
| 2017                                                   | 10.017                                                 | 115,7                                                  |
| 2018                                                   | 10.025                                                 | 115,8                                                  |
| 2019                                                   | 10.083                                                 | 116,5                                                  |
| 2020                                                   | 10.162                                                 | 117,4                                                  |
| 2021                                                   | 10.194                                                 | 117,7                                                  |
| 2022                                                   | 10.277                                                 | 118,7                                                  |
| 2023                                                   | 10.469                                                 | 120,9                                                  |
| 2024                                                   | 10.534                                                 | 121,7                                                  |
| 2025                                                   | 10.778                                                 | 121,3                                                  |

## Politiek

### Burgemeesters
- 1977-1999: Josse Denonville (1931-2022) (CVP)
- 1999-2012: Mark Cardoen
- 2013-heden: Johan Vanhulst (CD&V)

### Legislatuur 2007-2012
Bierbeek werd in de periode 2007-2012 bestuurd door een coalitie van CD&V, sp.a - Spirit en N-VA. Mark Cardoen (CD&V) was burgemeester.

### Legislatuur 2013-2018
Het burgemeesterschap was in handen van Johan Vanhulst (CD&V). Hij leidde een coalitie bestaande uit CD&V en sp.a-Groen. Samen vormen ze de meerderheid met 12 op 21 zetels.

### Legislatuur 2019-2024
Johan Vanhulst (CD&V) bleef burgemeester.  Hij leidde opnieuw een coalitie bestaande uit CD&V en sp.a-Groen. Samen beschikten zij over een meerderheid van 13 op 21 zetels.

### Legislatuur 2024-2030
Johan Vanhulst (CD&V) bleef burgemeester. Hij vormde een coalitie met CD&V, het liberale Open Bierbeek en Vooruit. Samen hebben zijn een meerderheid van 15 op 21 zetels.

### Resultaten gemeenteraadsverkiezingen sinds 1976
| Partij of kartel     | Partij of kartel                         | 10-10-1976 | 10-10-1976 | 10-10-1982 | 10-10-1982 | 9-10-1988 | 9-10-1988 | 9-10-1994 | 9-10-1994 | 8-10-2000 | 8-10-2000 | 8-10-2006 | 8-10-2006 | 14-10-2012 | 14-10-2012 | 14-10-2018 | 14-10-2018 | 13-10-2024 | 13-10-2024 |
| Stemmen / Zetels     | Stemmen / Zetels                         | %          | 17         | %          | 19         | %         | 19        | %         | 19        | %         | 19        | %         | 21        | %          | 21         | %          | 21         | %          | 21         |
| -------------------- | ---------------------------------------- | ---------- | ---------- | ---------- | ---------- | --------- | --------- | --------- | --------- | --------- | --------- | --------- | --------- | ---------- | ---------- | ---------- | ---------- | ---------- | ---------- |
|                      | CVP1/ CD&V-N-VAA/ CD&V2                  | 45,031     | 9          | 30,451     | 7          | 36,371    | 8         | 36,821    | 8         | 31,961    | 7         | 41,94A    | 9         | 34,682     | 8          | 35,92      | 8          | 41,12      | 10         |
|                      | VU1/ VU&ID2/ N-VA3                       | 9,81       | 1          | 21,341     | 4          | 20,941    | 4         | 15,211    | 2         | 13,292    | 2         | 41,94A    | 1         | 22,683     | 5          | 17,03      | 3          | 17,93      | 4          |
|                      | PVV1/ VLD2/ Open Vld3/ Open Bierbeek4    | 30,21      | 5          | 23,451     | 5          | 21,621    | 4         | 23,72     | 5         | 30,132    | 6         | 30,142    | 7         | 21,763     | 4          | 23,84      | 5          | 15,64      | 3          |
|                      | SP1/ sp.a-spirit2/ sp.a-GroenB/ Vooruit3 | 14,971     | 2          | 12,851     | 2          | 12,191    | 2         | 12,51     | 2         | 11,781    | 2         | 17,592    | 3         | 20,88B     | 2          | 23,4B      | 2          | 13,03      | 2          |
|                      | Agalev1/ Groen!2/ sp.a-GroenB/ Groen3    | -          |            | -          |            | 8,111     | 1         | 11,781    | 2         | 12,841    | 2         | 10,332    | 1         | 20,88B     | 2          | 23,4B      | 3          | 12,43      | 2          |
|                      | FGP                                      | -          |            | 10,76      | 1          | -         |           | -         |           | -         |           | -         |           | -          |            | -          |            | -          |            |
| Anderen(*)           | Anderen(*)                               | -          |            | 1,15       | 0          | 0,77      | 0         | -         |           | -         |           | -         |           | -          |            | -          |            | -          |            |
| Totaal stemmen       | Totaal stemmen                           | 4661       | 4661       | 5406       | 5406       | 5747      | 5747      | 6196      | 6196      | 6236      | 6236      | 6502      | 6502      | 6698       | 6698       | 7074       | 7074       | 5595       | 5595       |
| Opkomst %            | Opkomst %                                |            |            |            |            | 93,87     | 93,87     | 92,91     | 92,91     | 90,68     | 90,68     | 92,01     | 92,01     | 92,07      | 92,07      | 92,6       | 92,6       | 69,9       | 69,9       |
| Blanco en ongeldig % | Blanco en ongeldig %                     | 1,95       | 1,95       | 3,59       | 3,59       | 3,25      | 3,25      | 3,65      | 3,65      | 3,93      | 3,93      | 4,54      | 4,54      | 2,76       | 2,76       | 3,4        | 3,4        | 0,7        | 0,7        |

De zetels van de gevormde coalitie staan vetjes afgedrukt. De grootste partij is in kleur.

(*) 1982: LOVO (1,15%) / 1988: PVDA (0,77%)

### Evolutie in het stemgedrag

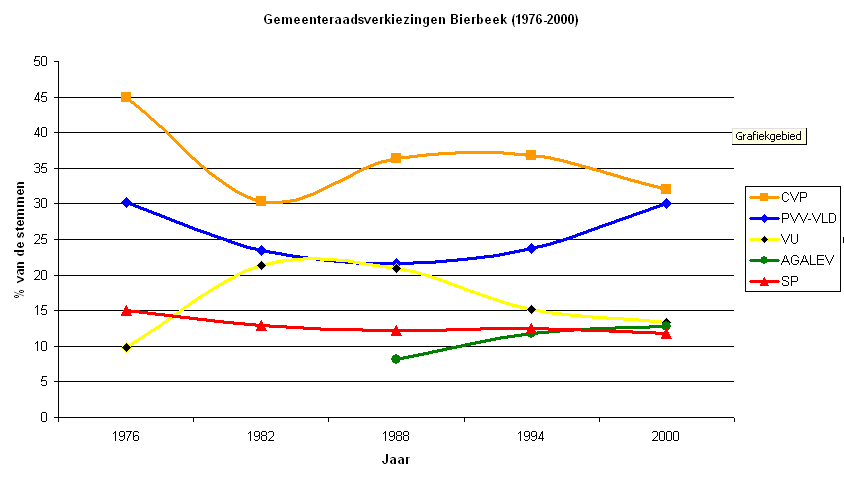
Uitslag gemeenteraadsverkiezingen 1976-2000

## Sport
- Voetbalclub Stade Bierbeek, ook bekend als Hoger-Op Bierbeek, is aangesloten bij de KBVB en speelt er in de provinciale reeksen.
- Bierbeekse Tennisclub, gesitueerd naast kasteel Wilderhof, is aangesloten bij de Vlaamse Tennis Vereniging (VTV).

## Religie
In de gemeente bevinden zich verschillende kerkdorpen. De kerken zijn:
- Sint-Hilariuskerk te Bierbeek
- Heilig-Kruiskerk te Korbeek-Lo
- Sint-Lambertuskerk te Lovenjoel
- Sint-Antonius Abtkerk te Honsem/Opvelp

## Bekende inwoners

### Geboren
- Walter van Bierbeek (?-1224), zalige, ridder, monnik
- Gaston Roelants (1937), voormalig atleet
- Frederik Veuchelen (1978), wielrenner
- Jonas Van Geel (1984), acteur, presentator

### Woonachtig
- Jan Colpaert, hoogleraar
- Luc De Vos, hoogleraar
- Rudi Vranckx, journalist
- Bruno Wyndaele, televisiemaker
- Kevin Valgaeren, schrijver
- Dominique Biebau, schrijver

## Partnersteden
- Oña (Ecuador)

## Nabijgelegen kernen
Haasrode, Korbeek-Lo, Lovenjoel, Neervelp, Opvelp